# 浅岡雄也
浅岡 雄也（あさおか ゆうや、1969年1月25日 - ）は、日本の歌手、シンガーソングライター。FIELD OF VIEWのボーカルであり、FIELD OF VIEW解散後はソロ歌手として活動。2020年からは再結成されたFIELD OF VIEWに参加。東京都出身。身長175cm。

## 来歴

### バンド活動
1988年にMissing Peaceのボーカルとして、ストリートで活動。主に都内ライブハウス、原宿ホコ天等でヴィジュアル系ロックバンドとして活動していた。『三宅裕司のいかすバンド天国』（TBS）にて完奏、湯川れい子に「可愛いで賞」を貰う。
1991年にPANDORAのボーカルとしてPIONEER LDCよりメジャー・デビュー。シングル及びアルバム各一枚を発売。
1994年、viewのボーカルとしてメジャー・デビュー。
1995年にFIELD OF VIEWのボーカルとして再デビュー。2002年11月から12月のライブを以て解散。活動については、FIELD OF VIEWの項を参照。

### ソロ活動開始
FIELD OF VIEW解散時は、今後の活動について触れられていなかったが、2003年1月25日、本人の誕生日に、オフィシャルサイト『Uyax.com』が設立され、それをもってソロ活動開始となった。
7月30日にソロデビュー・アルバム『ウタノチカラ』がトライエムよりリリース。12月3日には、ソロデビュー・シングル『Life goes on』をリリース。テレビ東京系特撮テレビドラマ『超星神グランセイザー』オープニングテーマ。作曲はEddy Blues名義の織田哲郎。

### ソロ活動
2004年3月17日に2ndアルバム『コトノハ』をリリース。それを記念して、6月に初のソロライブツアー『1st LIVE TOUR コトノハ2004 〜To the Next From Here〜』を開催。同年9月29日、ライブを収録したDVD『1st LIVE TOUR KOTONOHA 2004 "To The Next From Here"』をリリース。
ライブツアー終了後もコンスタントに新曲がリリースされ、2005年3月に2回目のソロライブツアー『2nd LIVE TOUR 2005 "spice"』を開催、9月にはアコースティック・ライブツアーを開催するなど、ライブ活動も積極的に行う。10月26日、4thアルバム『トキノシズク』リリースの際に、レーベルの吸収に伴い、レコード会社が徳間ジャパンコミュニケーションズに変更となった。
2006年は、4月6日にアコースティック・アルバム『ウタウタイ其の一』をリリース、7月と11月にアコースティックライブツアーを開催した。年末にも都内でライブを開催。
2007年3月21日に、5thシングル『僕達のHarmony』をリリース。作曲は、韓国ドラマ『冬のソナタ』の主題歌で作曲を手掛けたユ・ヘジュン。4月25日に5thアルバム『Horizon』をリリース、各地にてインストア・リリースイベントを開催。12月にライブツアー『4th LIVE TOUR "Horizon"』を開催。その頃から『快感MAP』（テレビ朝日）に出演するなど、テレビにも顔を出すようになる。
2008年1月18日、『欠けたパズル』『いつの日か』をdwango.jpにて配信。ライブで発表され、温められてきた楽曲。4月11日、『卒業写真』（荒井由実のカバー）をdwango.jpにて配信。同日にカラオケ番組にて披露（人物・エピソード参照）。9月3日にベスト・アルバム『ウタノチカラタチ+4 〜u-ya asaoka Best Album〜』をリリース。発売後、各地にてインストア・リリースイベントを開催。
その頃より、都内を中心に多くのライブハウスでの活動が多くなり、安部潤との共演や飛び入り参加のものもある。
2012年1月7日よりLOVE FM（福岡市）にて、約10年振りとされる冠番組がスタート。放送は当初毎週土曜日23時30分からの30分間だったが、2012年4月より毎週火曜日21時30分からの30分間に時間帯が変更された。番組は公式ポッドキャストでも配信されているため、LOVE FMの可聴地域（九州北部地域）以外からも聴くことができる。
同年5月、秋に開催予定の「BEING LEGEND」と題されたイベントツアーに「FIELD OF VIEW」としての参加を発表（バンド名義であるが、浅岡単独での全公演参加）。競演は再結成した「T-BOLAN」、「B.B.クィーンズ」と「DEEN」である。

### 事務所変更
ベスト・アルバム『ウタノチカラタチ+4 〜u-ya asaoka Best Album〜』がリリースされた頃に、所属事務所との契約が翌年9月で満了となり、事務所が変更になることが公式に発表された。
2009年1月25日、プレオフィシャルサイト『Uyax.jp』（外部リンク参照）を開設。同日には「両国Fourvalley」にてバースデー・ライブを実施。その際、新曲『Fly / Never stop for new day』を限定リリース。プレオフィシャルサイトに不定期つぶやきというコーナーがあるが、結局は流行のTwitterにアカウント登録してつぶやくこととなった（アカウントは外部リンク参照）。9月30日にオフィシャルサイト『Uyax.com』を前事務所との契約終了を以て閉鎖（翌10月1日現在空白）、10月1日に『Uyax.jp』がオフィシャルサイトに昇格。11月25日、8thアルバム『ウタハトビラヲアケテユク』リリース。
2010年5月15日、デビュー15周年ライブを渋谷Duoで行う。ゲストは織田哲郎。ライブ会場にて『世界の真ん中で』リリース。2011年1月1日、2枚目のミニ・アルバム「メビフォエバ」リリース。1月30日、渋谷プレジャープレジャーにて3度目の「u-ya asaoka BirthdayLive」を開催。満員のファンの前で、前半はテクノ・スタイル、後半はバンド・スタイルにて『uyax』（浅岡雄也Techno名義）と『浅岡雄也』を使い分けた。

## 略歴
- 1990年 - 1992年
  - Missing Pieceのボーカルとして音楽活動始動。その後一度解散した。
  - PANDORAのボーカルとして音楽活動再開。
- 1994年 - 2002年
  - view, FIELD OF VIEW, the FIELD OF VIEWのボーカルとして活動。2002年12月解散。
- 2003年
  - 1月25日：オフィシャルサイト『Uyax.com』を設立。ソロ活動開始。
  - 7月30日：ソロデビュー・アルバム『ウタノチカラ』をリリース。レコード会社はトライエム。
  - 12月3日：ソロデビュー・シングル「Life goes on」をリリース。
- 2004年
  - 3月17日：2ndアルバム『コトノハ』をリリース。
  - 6月：初のソロライブツアー『1st LIVE TOUR コトノハ2004 〜To the Next From Here〜』を開催。
  - 9月29日：6月のライブを収録したDVD『1st LIVE TOUR KOTONOHA 2004 "To The Next From Here"』をリリース。
  - 10月21日：2ndシングル「キミヲマモリタクテ」をリリース。
  - 11月25日：3rdアルバム『キボウノネイロ』をリリース。
- 2005年
  - 2月23日：3rdシングル「桜色」をリリース。
  - 3月：ライブツアー『2nd LIVE TOUR 2005 "spice"』を開催。
  - 9月：アコースティックライブツアー『10th Anniversary〜Acoustic Live Tour 2005“Go back to the basics I』を開催。
  - 9月22日：4thシングル「旅人たちへ」をリリース。
  - 10月26日：4thアルバム『トキノシズク』をリリース。レーベルの吸収に伴い、レコード会社が徳間ジャパンコミュニケーションズに変更。
  - 11月：ライブツアー『10th Anniversary 〜3rd LIVE TOUR 2005 "トキノシズク"』を開催。
  - 12月29日：ライブ『10th Anniversary BEST LIVE SELECTION 2005 "Go back to the basics" ＆ "トキノシズク"』を開催。
- 2006年
  - 1月25日：2005年11月のライブを収録したDVD『10th Anniversary~3rd LIVE TOUR 2005 "トキノシズク"』をリリース。
  - 4月6日：アコースティックアルバム『ウタウタイ其の一』をリリース。
  - 7月：アコースティックライブツアー『10th Anniversary"Acoustic Live 2006"Go to back to the basics II"』を開催。
  - 11月：アコースティックライブツアー『10th Anniversary Final〜Acoustic Live Tour 2006 "kimochi" & "kokoro"』を開催。
  - 12月28日：ライブ『10th Anniversary Final〜BEST LIVE SELECTION 2006 "ALL OVER AGAIN"』を開催。
- 2007年
  - 3月21日：5thシングル「僕達のHarmony」をリリース。
  - 4月25日：5thアルバム『Horizon』をリリース。
  - 12月：ライブツアー『4th LIVE TOUR "Horizon"』を開催。
- 2008年
  - 1月18日：「欠けたパズル」「いつの日か」をdwango.jpにて配信。
  - 4月11日：「卒業写真」（荒井由実のカバー）をdwango.jpにて配信。
  - 9月3日：ベスト・アルバム『ウタノチカラタチ+4 〜u-ya asaoka Best Album〜』をリリース。
  - 12月3日：6thシングル「生きる星」をリリース。
- 2009年
  - 1月25日：プレオフィシャルサイト『Uyax.jp』を開設。同日に「両国Fourvalley」にてBirthdayライブを実施。その際、新曲「Fly / Never stop for new day」を限定リリース。
  - 9月30日：オフィシャルサイト『Uyax.com』を前事務所との契約終了をもって閉鎖。
  - 10月1日：『Uyax.jp』がオフィシャルサイトに昇格。
  - 11月25日：8thアルバム『ウタハトビラヲアケテユク』をリリース。
- 2010年
  - 5月15日：ライブ会場にてミニアルバム『世界の真ん中で』をリリース。デビュー15周年ライブを渋谷Duoで開催。
- 2011年
  - 1月1日：2ndミニアルバム『メビフォエバ』をリリース。
  - 1月30日：渋谷プレジャープレジャーにて3度目の「u-ya asaoka BirthdayLive」を開催。
  - 7月9日:デビュー16周年ライブを渋谷Duoで開催。
  - 10月10日：9thアルバム『キミガセカイヲカエテユク』をリリース。
  - 10月:ライブツアー『7th LIVE TOUR "キミガセカイヲカエテユク"』を開催。
- 2012年
  - 1月7日：福岡市内のFMラジオ局LOVE FMにて、ラジオ番組 浅岡雄也Presents「キミガセカイヲカエテユク」がスタート。
  - 3月24日：3rdミニアルバム『空の果て』をリリース。
  - 10月4日：ベスト・アルバム『u-ya asaoka Legend Anniversary FlyBlue Best 2012』をリリース。
- 2023年
  - 7月29日：ソロデビュー20周年を祝うライブ「浅岡雄也soloDebut20thAnniversary」を吉祥寺 RockJOINT GBで開催した。

## 人物・エピソード
子供の頃になりたかった職業は京王線の電車の運転手。
自身の音楽活動の原点として、イエロー・マジック・オーケストラやBOØWYの影響を挙げている。
『ましろ』という名前の犬を飼っている。かつては『さけび』という名前の猫も飼っていたが、2011年7月1日に永眠したとされている。
1995年から2001年まで活動していたPAMELAHのファン。(PAMELAHはかつてFIELD OF VIEWやBAADと共に日本コロムビアのビーイング専門レーベルBeatreCに所属していた。)
2003年、ソロデビュー・アルバムリリースにちなんで、公式発表の前日に日記で「旅に出ます。探さないで下さい。」と意味深な表現をし、後日に日記で反省の弁を述べている。
インターネットテレビ局のあっ!とおどろく放送局での『織田哲郎のオダテツ辞典』にゲスト生出演した（現在はオンデマンドにて視聴可能）。
2008年4月11日、テレビ朝日『史上最強のメガヒットカラオケBEST100 完璧に歌って1000万円!!』の『得点カラオケ名曲カバー対決』に出演し、荒井由実の『卒業写真』を披露した。その後に、カバー曲としてdwango.jpにて配信された。
2008年9月11日、フジテレビ『情報プレゼンター とくダネ!』のコーナー『朝のヒットスタジオ』に出演。トークでは、小倉智昭に「（ソロではすべてが自分の責任になるけど、）印税は独り占めだからね（笑）」と言われ、思わず苦笑いをしながら、「お金とかよりも、いい歌を歌って、歌をちゃんと届けていきたいです」と語り、生演奏で『突然』を披露した。
2008年10月10日、『再び史上最強のメガヒットカラオケBEST100 完璧に歌って1000万円!!』に出演。徳永英明の「レイニー ブルー」を披露した。
2011年7月17日、TBS『クイズ☆タレント名鑑』の『カラオケで持ち歌歌われるまで帰れません』企画に出演、午後3時のスタートから12時間以上持ち歌が歌われず、ウトウト寝てしまったところでようやく「DAN DAN 心魅かれてく」のリクエストがあった部屋に乱入、最下位のBro.KORNに僅差で勝ち抜けた。
2012年1月7日浅岡雄也presents「キミガセカイヲカエテユク」第1回放送内で、かつて自身が所属していたFIELD OF VIEWの名前を噛んでしまう場面を見せる。
飯野賢治、GLAYのHISASHIらと直接スタジオに入らず、音楽ファイルのやりとりだけでレコーディングするバンド『NORWAY』を結成。ボーカルを務める。『グロリアス』、『Get Wild』、『君に、胸キュン。』等の名曲カバーがYouTubeにて公開されている。
2023年1月22日、フジテレビのバラエティ番組『千鳥の鬼レンチャン』に出演。これ以降4回程出演している。
2023年7月30日、テレビ東京のバラエティ番組『THEカラオケ★バトル 夏にもやっちゃう？あの大ヒット曲 ご本人は何点出せるかSP』に出演し「DAN DAN 心魅かれてく」を歌唱。また、30年来のファンである女優の高橋由美子と共演して歓喜の姿を見せた。X（旧Twitter）のトレンドに浅岡の名が並んだ。
2025年3月24日、日本テレビのバラエティ番組『有吉ゼミ』の人気コーナー「チャレンジグルメ」に出演。

## ディスコグラフィ

### シングル
7〜10枚目はミニ・アルバムの1〜4枚目が該当。
|      | 発売日         | タイトル                          | 楽曲制作                                                            | 規格品番      | 最高位 |
| ---- | -------------- | --------------------------------- | ------------------------------------------------------------------- | ------------- | ------ |
| 1st  | 2003年12月3日  | Life goes on                      | 作詞：浅岡雄也 作曲：Eddy Blues 編曲：沢崎公一                      | TKCU-72614    | 55位   |
| 2nd  | 2004年10月21日 | キミヲマモリタクテ。              | 作詞：浅岡雄也 作曲：木村真也 編曲：久米康隆                        | MECR-1045     | 63位   |
| 3rd  | 2005年2月23日  | 桜色                              | 作詞：浅岡雄也 作曲：浅岡雄也 編曲：久米康隆                        | MECR-1049     | 117位  |
| 4th  | 2005年9月22日  | 旅人たちへ                        | 作詞：浅岡雄也&Karin 作曲：阿部靖広 編曲：板垣祐介                  | MECR-1054     | 74位   |
| 5th  | 2007年3月21日  | 僕達のHarmony                     | 作詞：浅岡雄也 作曲：ユ・ヘジュン 編曲：田辺トシノ                  | TKCA-73171    | 97位   |
| 6th  | 2008年12月3日  | 生きる星                          | 作詞：石森ひろゆき 作曲：矢田部正&カラオケ事業者協会 編曲：矢田部正 | TKCA-73387    | 132位  |
| 11th | 2013年7月26日  | ダウト／七色                      | 作詞：浅岡雄也 作曲：浅岡雄也 編曲：浅岡雄也                        | FBCR-10th     | 対象外 |
| 12th | 2014年7月26日  | 奇跡のような確率で                | 作詞：浅岡雄也 作曲：浅岡雄也 編曲：浅岡雄也                        | FBCR-11th     | 対象外 |
| 13th | 2015年4月25日  | 未来のReality／True or Lie        | 作詞：浅岡雄也 作曲：浅岡雄也 編曲：浅岡雄也                        | FBCR-20150425 | 対象外 |
| 14th | 2017年4月1日   | イマイルセカイヲアイデカザロウ    | 作詞：浅岡雄也 作曲：浅岡雄也 編曲：馬場一嘉&浅岡雄也               | FBCR-20170401 | 対象外 |
| 15th | 2017年7月29日  | アナタトミライヲ                  | 作詞：浅岡雄也 作曲：浅岡雄也 編曲：浅岡雄也&馬場一嘉               | FBCR-14th     | 対象外 |
| 16th | 2018年3月31日  | Revolution〜No15〜                | 作詞：浅岡雄也 作曲：浅岡雄也 編曲：馬場一嘉                        | FBCR-20180331 | 対象外 |
| 17th | 2019年1月25日  | 君の翼で                          | 作詞：浅岡雄也 作曲：浅岡雄也 編曲：浅岡雄也                        | FBCR-50th     | 対象外 |
| 18th | 2024年1月25日  | 君と歩きたい                      | 作詞：浅岡雄也 作曲：馬場一嘉 編曲：馬場一嘉                        | FBCR-24125    | 対象外 |
| 19th | 2024年8月31日  | どうしようもないくらい 君が好きだ | 作詞：浅岡雄也 作曲：浅岡雄也&馬場一嘉 編曲：馬場一嘉               | FBCR-24831    | 対象外 |
| 20th | 2025年1月25日  | 冬花火                            | 作詞：浅岡雄也 作曲：浅岡雄也&馬場一嘉 編曲：馬場一嘉               | FBCR-250125   | 対象外 |

### ミニ・アルバム
|     | 発売日        | タイトル       | 規格品番      |
| --- | ------------- | -------------- | ------------- |
| 1st | 2010年5月15日 | 世界の真ん中で | FBCR-002      |
| 2nd | 2011年1月1日  | メビフォエバ   | FBCR-003      |
| 3rd | 2012年3月24日 | 空の果て       | FBAL-20120324 |
| 4th | 2013年3月31日 | Only Lonely    | FBCR-20130331 |

### プリプロダクションズ
|     | 発売日        | タイトル                        | 規格品番 |
| --- | ------------- | ------------------------------- | -------- |
| 1st | 2009年1月25日 | u-ya asaoka pre-productions 001 | PRSG-001 |
| 2nd | 2009年3月28日 | u-ya asaoka pre-productions 002 | PRSG-002 |
| 3rd | 2009年7月19日 | u-ya asaoka pre-productions 003 | PRSG-003 |
| 4th | 2009年8月16日 | u-ya asaoka pre-productions 004 | PRSG-004 |

### オリジナル・アルバム
7枚目はベスト・アルバム『ウタノチカラタチ+4 〜u-ya asaoka Best Album〜』が該当。
|      | 発売日         | タイトル                 | 規格品番                          | 最高位 |
| ---- | -------------- | ------------------------ | --------------------------------- | ------ |
| 1st  | 2003年7月30日  | ウタノチカラ             | MECR-3017                         | 50位   |
| 2nd  | 2004年3月17日  | コトノハ                 | MECR-3022                         | 99位   |
| 3rd  | 2004年11月25日 | キボウノネイロ           | MECR-3023:限定盤 MECR-3024:通常盤 | 85位   |
| 4th  | 2005年10月26日 | トキノシズク             | TKCA-72922                        | 79位   |
| 5th  | 2006年4月26日  | ウタウタイ 其の一        | TKCA-72997                        | 143位  |
| 6th  | 2007年4月25日  | Horizon                  | TKCA-73176                        | 152位  |
| 8th  | 2009年11月25日 | ウタハトビラヲアケテユク | FBCR-001                          | 対象外 |
| 9th  | 2011年10月10日 | キミガセカイヲカエテユク | FBCR-002                          | 対象外 |
| 10th | 2013年10月25日 | ミライノツクリカタ       | FBCR-10th                         | 対象外 |
| 11th | 2015年10月1日  | Show must go on          | FBCR-11th                         | 対象外 |
| 12th | 2017年10月22日 | アナタトミライヲ         | FBCR-12th                         | 対象外 |
| 13th | 2023年04月08日 | 世界の果てで逢いましょう | FBCR-13th                         | 対象外 |

### ベスト・アルバム
|     | 発売日        | タイトル                                      | 規格品番      | 最高位 |
| --- | ------------- | --------------------------------------------- | ------------- | ------ |
| 1st | 2008年9月3日  | ウタノチカラタチ+4 〜u-ya asaoka Best Album〜 | TKCA-73348    | 103位  |
| 2nd | 2012年10月4日 | Legend Anniversary FlyBlue Best 2012          | FBCD-Best2012 | 対象外 |
| -   | 2017年1月12日 | CHINA Best 2017                               | FBCD-2017Best | 対象外 |
| 3rd | 2018年7月20日 | FlyBlue Best 2018                             | FBCR-15thBest | 対象外 |
| 4th | 2020年11月4日 | 浅岡雄也 Extra Rare Best                      | TKCA-74928    | 91位   |

### リミックス・アルバム（uyax名義）
|     | 発売日         | タイトル                                    | 規格品番    |
| --- | -------------- | ------------------------------------------- | ----------- |
| 1st | 2004年7月31日  | UYAX 002                                    | HGM-0001    |
| 2nd | 2005年7月31日  | UYAX 003 [MINIMALISM]                       | HGM-0501    |
| 3rd | 2006年10月25日 | UYAX 001 [Custom logical circuit Remix2006] | HKAL06001   |
| 4th | 2007年7月30日  | UYAX 004 [AIR CONTROL]                      | HKAL-07002  |
| 5th | 2011年5月15日  | uyax_005 【Pray】                           | FBTA-2011   |
| 6th | 2014年1月25日  | uyax 006 【Despair and happiness】 βversion | FBCR-Pri006 |

### ライブ・アルバム
| 発売日         | タイトル                                                   | 規格品番           |
| -------------- | ---------------------------------------------------------- | ------------------ |
| 2013年9月14日  | 10th Anniversary Live Vol.1                                | FBCR-10thVol1      |
| 2013年12月28日 | 10th Anniversary Live Vol.2                                | FBCR-10thVol2      |
| 2016年4月10日  | 47th BirthdayLive @Loft 20160124                           | FBCR-47th          |
| 2016年6月1日   | 2016/03/19『GroundPianoと生歌と。 vol.1』                  | 配信限定           |
| 2017年1月25日  | 13th Anniversary Live 20160730                             | FBCR-20170125      |
| 2019年1月20日  | ソロデビュー15周年ライブ盤 (uyax 15th Live 20180729@FEVER) | 配信限定           |
| 2024年3月      | 55th Birthday Live @Shinjuki Loft/Tokyo 2024/01/25 +α      | SONOCA-UF2024      |
| 2025年3月      | 56th Birthday Live 20250125@LOFT +α                        | FBCR-25125(SONOCA) |

### デモ音源集
| 発売日         | タイトル                            | 規格品番        |
| -------------- | ----------------------------------- | --------------- |
| 2011年12月24日 | ウタハトビラヲアケテユク demo集     |                 |
| 2011年12月24日 | キミガセカイヲカエテユク_demo集     |                 |
| 2014年11月16日 | MirainoTsukurikata Demo+＠2014-2015 |                 |
| 2016年1月24日  | Show Must Go On demo+α 2016         | FBCR-Demo2016   |
| 2018年1月21日  | アナタトミライヲ DEMO 2018          | FBCR-20180125   |
| 2023年1月21日  | 13th AL demo                        | SONOCA-UF001    |
| 2025年7月30日  | 22nd Anniversary Demo               | UF-S004(SONOCA) |

### 配信限定
| 発売日         | タイトル                                                             | 備考             |
| -------------- | -------------------------------------------------------------------- | ---------------- |
| 2007年4月24日  | 僕達のHarmony 〜Symphony Arrange〜                                   | 着うた配信       |
| 2007年12月12日 | ウタノチカラ (1st LIVE TOUR KOTONOHA 2004 ～To the Next From here～) | 着うた配信       |
| 2007年12月12日 | Moment (10th Anniversary～3rd LIVE TOUR 2005 "TOKINOSHIZUKU")        | 着うた配信       |
| 2008年1月18日  | 欠けたパズル                                                         | 着うた配信       |
| 2008年1月18日  | いつの日か                                                           | 着うた配信       |
| 2008年4月11日  | 卒業写真                                                             | 着うた配信       |
| 2010年7月30日  | 7th_Anniv_loveme_remix                                               | 期間限定無料配信 |
| 2011年7月6日   | ウタハトビラヲアケテユク/音楽連鎖 ver. 2011                          |                  |
| 2015年8月31日  | Refrain 2015_ALMixβ                                                  |                  |

### 公式海賊版
| 発売日        | タイトル                                  | 規格品番        |
| ------------- | ----------------------------------------- | --------------- |
| 2012年7月29日 | uyax 9th Anniversary 2012 OfficialBootLeg | FBCR-9thBootLeg |
| 2015年1月25日 | Official Bootleg 2015                     | FBCR-20150125   |

### コラボレート
| 発売日         | タイトル                                 | 規格品番      | 備考                       |
| -------------- | ---------------------------------------- | ------------- | -------------------------- |
| 2009年12月23日 | Debut 4 Tracks EP                        |               | U.N.I.T.名義               |
| 2010年2月10日  | Songs that open doors Techno style Remix | FBCR-501      | uyax & crock名義           |
| 2012年6月3日   | R3+u-ya asaoka Collaborate CD            | FBCR-20120603 | R3+u-ya asaoka名義         |
| 2016年4月28日  | ユヤックストバビックス                   |               | ユヤックストバビックス名義 |

### 映像作品
| 発売日        | タイトル                                             | 規格品番          | 最高位 | 備考                             |
| ------------- | ---------------------------------------------------- | ----------------- | ------ | -------------------------------- |
| 2004年9月29日 | 1st LIVE TOUR KOTONOHA 2004 "To the Next From Here"  | MEBR-4008         | 59位   |                                  |
| 2006年1月25日 | 10th Anniversary～3rd LIVE TOUR 2005 "TOKINOSHIZUKU" | TKBA-1079         | 201位  |                                  |
| 2008年9月     | U-YA ASAOKA 5th Anniversary vol.1                    | U-04108           | 対象外 | 前公式サイト通販限定（取扱終了） |
| 2009年9月     | U-YA ASAOKA 5th Anniversary vol.2                    | U-04110           | 対象外 | 前公式サイト通販限定（取扱終了） |
| 2015年7月27日 | 20150425 Live Bootleg 20150425＠shibuya the Game     | FBDR-20150425-727 | 対象外 | 公式サイト通販限定               |
| 2019年7月30日 | 50th Birthday Live 20190127@Shinjuku LOFT            | FBDR-50thDVD      | 対象外 |                                  |
| 2024年1月25日 | Solo Debut 20th Anniversary Live＠TOKYO              | FBXX-240125       | 対象外 | Blu-ray作品                      |

## 参加作品
| 発売日         | アーティスト                                        | タイトル                                                                | 内容 | 規格番号    |
| -------------- | --------------------------------------------------- | ----------------------------------------------------------------------- | --- | ----------- |
| 2015年10月28日 | 相川七瀬                                            | Treasure Box -Tetsuro Oda Songs-                                        | 「君がいたから」にコーラスで参加                                                                         | AVCD-32245  |
| 2016年6月29日  | TVサントラ                                          | 『コンクリート・レボルティオ〜超人幻想〜 THE LAST SONG』COMPOSITE ALBUM | TVアニメ『コンクリート・レボルティオ〜超人幻想〜 THE LAST SONG』第19話挿入歌「東へ西へ」にボーカルで参加 | LACA-9452/3 |
| 2018年5月9日   | STAR☆PRINCE 桃拾（CV.豊永利行）&兵衛（CV.遊佐浩二） | 硝子の銀河                                                              | TVアニメ『魔法少女 俺』ED主題歌「硝子の銀河」に作曲、コーラスで参加                                      | LACM-14747  |
| 2018年10月10日 | 蔡一傑                                              | ONE                                                                     | 香港の音楽ユニットグラスホッパーのメンバーで歌手、蔡一傑のソロ作品に作詞（共作)で参加                    |             |